# Armorica (Kontinent)

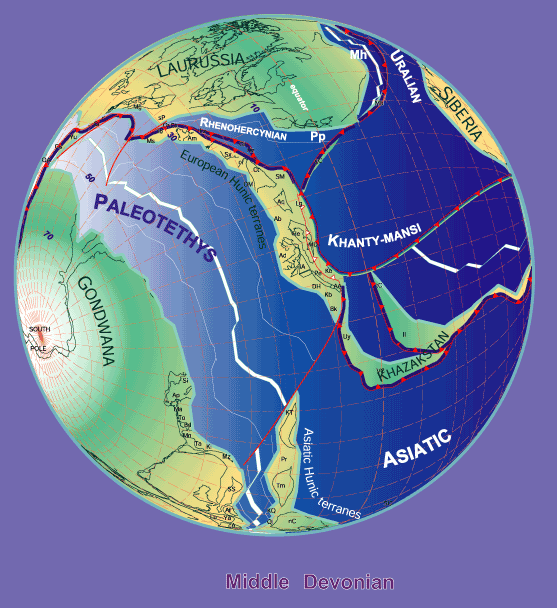
Paläogeographische Rekonstruktion zur Zeit des Mitteldevons. Armorika (Am) liegt an der Westspitze des Hun-Superterrans

Armorica ist in der Erdgeschichte die Bezeichnung für einen Kleinkontinent, der im Paläozoikum existierte. Heute tendiert die Forschung dahin, in Armorica anstatt eines einheitlichen Kleinkontinents eher eine Gruppe von Kleinstkontinenten oder kontinentalen Krustenblöcken zu sehen, die auch als Armorica-Gruppe oder Armorica-Terrangruppe (engl. Armorica Terrane Assemblage) bezeichnet wird.
In den neuesten paläogeographischen Rekonstruktionen wird die Armorica-Gruppe als Teil des Hun-Superterrans betrachtet, das sich im Paläozoikum in östlicher Fortsetzung der Armorica-Gruppe bis weit nach Asien erstreckte.

## Namensgebung
In römischer Zeit war Ar(e)morica der Name der nordwestlichen Teile Galliens (entspricht in etwa der heutigen Bretagne und der Normandie).

## Definition
Zur Armorica-Gruppe gehören unter anderem folgende mitteleuropäische Krustenblöcke:
- das Armorikanische Massiv der Bretagne
- das Saxothuringikum
- das Moldanubikum des Moldanubischen Terrans
- der paläozoische Kern der Alpen
- Teile der Iberischen Halbinsel
- die ungarische Tiefebene
- der paläozoische Untergrund Griechenlands.

Diese Krustenblöcke wurden während der Variszischen Orogenese an Laurussia angeschweißt und konsolidiert. Sie sind heute in weiten Teilen von jüngeren Sedimenten überdeckt und wurden zum Teil später sogar erneut in eine Gebirgsbildung, die Alpidische Orogenese, mit einbezogen.

## Geschichte
Das Gebiet des Kleinkontinents Armorica bzw. der Kleinstkontinente der Armorica-Gruppe wurde in der cadomischen Orogenese im oberen Proterozoikum vor etwa 650–550 Mio. Jahren stark verformt und konsolidiert. Später kam es noch vor Beginn des Kambriums zu einer tiefgreifenden Erosion dieser Gebiete.
Über diesem Basement liegen diskordant unterkambrische Schichten, die erst später in der Variszischen Orogenese gefaltet und diagenetisch verändert wurden. Damals lagen die Kleinstkontinente der Armorica-Gruppe noch am Nordrand Gondwanas, nördlich anschließend an das westliche Nordafrika.
Nach dem Abbruch von Avalonia vom Nordrand Gondwanas hatte sich zwischen Avalonia und Gondwana der Rheische Ozean geöffnet. Im oberen Silur brach dann auch die Armorica-Gruppe als westlicher Teil des Hun-Superterrans von Gondwana ab und driftete auf Laurussia zu nach Norden. Zwischen Armorica (und deren Fortsetzung nach Osten, den asiatischen Hunischen Terranen) und Gondwana öffnete sich die Palaeotethys. Der Rheische Ozean zwischen Laurussia und Armorica wurde unter Armorica subduziert.
Im Unterdevon brachen nun vom auch konsolidierten Südrand Laurussias kleinere Krustenblöcke ab, und zwischen diesen Krustenblöcken und Laurussia entstand ein schmales Ozeanbecken, das Rhenoherzynikum. Im Mitteldevon kollidierte Armorica zunächst mit diesen Krustenblöcken. Erst im Oberkarbon kollidierte dann Gondwana mit Laurussia, Palaeotethys und Rhenoherzynischer Ozean wurden subduziert. Zwischen Laurussia und Gondwana entstand der breite Faltungsgürtel der Varisziden.